# Joakim Geigert
Joakim Harry Geigert, född 9 juli 1964, svensk programledare, konferencier och pokerspelare.

## Biografi
Geigert är son till revypersonligheten Hagge Geigert. Karriären inom media startade 1993 på den lokala kanalen TV21 i Göteborg med direktsändningar varje dag i ett år. Efter det kom han till TV4 där han ledde underhållningsprogrammet Glöm inte tandborsten. Året därpå blev TV3 ny hemvist där han verkade i sju år som programledare för bland annat Nu eller aldrig, Tur eller retur, Vad du vill, Absolut lördag med mera. Geigert har även arbetat med Com Hems direktsändningar (PPV) av Allsvenskan och Elitserien i fyra år med över 300 produktioner. Han arbetade som programledare och producent på Kanal Lokal. 
Geigert arbetade som press- och arrangemangsansvarig hos fotbollsklubben Örgryte IS där han bland annat varit med och utvecklat Studio ÖIS, klubbTV direkt på matcherna. Geigert är annars supporter av Djurgårdens IF.
Geigert har även ett stort pokerintresse och har deltagit i flera European Poker Tour-turneringar, till exempel i Barcelona 2005 samt 2006 där han placerade sig på 17:e respektive 5:e plats. Geigert var med om att starta pokercommunityn Prosharks 2005 och driver även ett spelbolag inom pokerbranschen tillsammans med magikern Stefan Odelberg.